# 瑪麗亞克萊奧法斯島

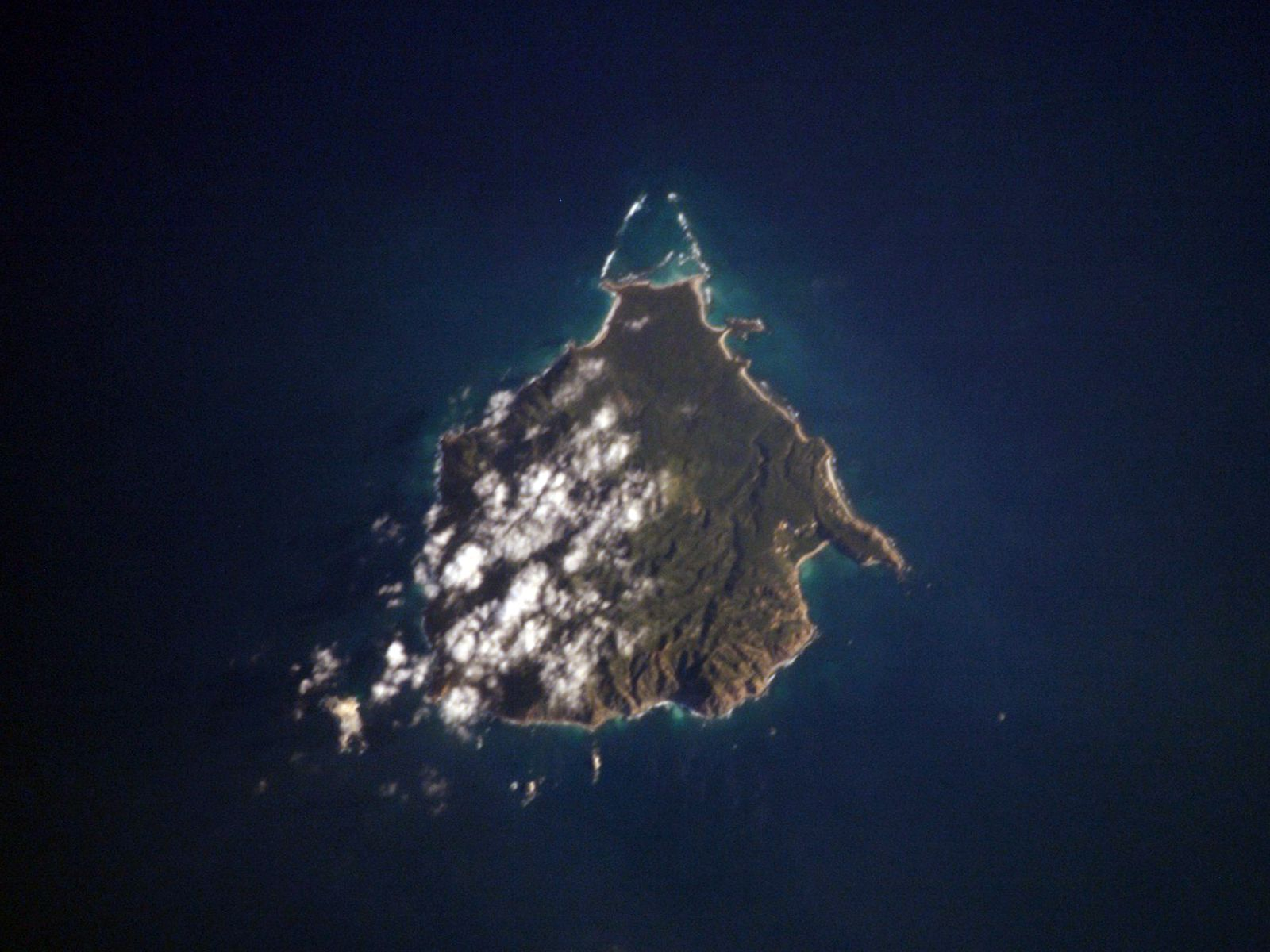

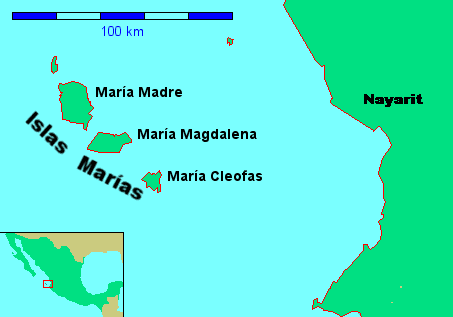

瑪麗亞克萊奧法斯島是墨西哥的島嶼，屬於瑪麗亞群島的一部分，位於太平洋海域，長6.4公里、寬5.9公里，面積19.82平方公里，最高點海拔高度402米，島上無人居住。